# Moisés, o Negro
São Moisés o Negro (Axum, c. 330 – Egito, 19 de junho de 405), (também conhecido como Aba Moisés o Grande, o Ladrão, o Abissínio, o Etíope e o Forte) foi um hieromonge asceta no Egito do século IV, e um conhecido Padre do Deserto.

## Vida
Moisés era servo de um oficial do governo egípcio que o expulsou por roubo e suspeita de assassinato. Aproveitando-se de seu tamanho e imposição, tornou-se líder de uma gangue no Vale do Nilo.
Tentando esconder-se das autoridades locais depois de um roubo, Moisés refugiou-se com alguns monges em uma colônia no deserto de Shee-Hyt, hoje chamado Uádi Natrum, perto de Alexandria. O exemplo de dedicação, paz e contenção influenciou-o profundamente, levando-o a desistir de sua antiga vida, tornar-se um cristão, batizar-se e unir-se à comunidade.
Moisés teve dificuldade em adequar-se à vida cristã. Certa vez, atacado por um grupo de ladrões, reagiu contra eles, os arrastou até à capela onde os outros monges oravam e perguntou o que deveria fazer com eles, já que presumiu não ser uma atitude cristã agredi-los. Os ladrões se arrependeram, converteram-se e uniram-se à comunidade. São Moisés provou-se um líder espiritual efetivo e um profeta, tornando-se o líder de uma colônia de eremitas no Deserto Ocidental e ordenando-se padre.
Por volta do ano de 405, aos 75 anos, correram notícias de que os bérberes atacariam o mosteiro. Os monges queriam defender-se, mas Padre Moisés os proibiu, mandando que, ao invés, fugissem. Ele e sete outros ficaram no mosteiro e foram martirizados no dia 19 de junho de 405 (1 de Paoni no calendário copta). Visto que o calendário copta não conta os anos bissextos da mesma forma que o gregoriano, hoje os cristãos de tradição alexandrina comemoram sua memória no dia 1 de julho.